# Xã Wayne, Quận Custer, Nebraska
Xã Wayne (tiếng Anh: Wayne Township) là một xã thuộc quận Custer, tiểu bang Nebraska, Hoa Kỳ. Năm 2010, dân số của xã này là 140 người.